# Atanygnathus
Atanygnathus – rodzaj chrząszczy z rodziny kusakowatych i podrodziny kusaków.
Rodzaj ten został wprowadzony w 1839 roku przez Wilhelma Ferdinanda Erichsona jako Tanygnathus, jednak nazwa ta była już zajęta. Nazwę Atanygnathus wprowadził w 1909 roku Grigorij Jakobson.
Chrząszcze o wydłużonym ciele z silnie ku tyłowi zwężonym odwłokiem. Głowę mają wyposażoną w dość długie policzki. Czułki ich są smukłe, niezałamane kolankowato. Aparat gębowy cechują: warga górna o przedniej krawędzi pośrodku wykrojonej, silnie wydłużone i smukłe obie pary głaszczków oraz długie, wąskie, ostro zakończone żuwaczki z małymi ząbkami w częściach nasadowych wewnętrznych krawędzi. Przedtułów cechują przednie kąty przedplecza wystające przed przednie kąty przedpiersia oraz epipleury pogięte na spód tak bardzo, że z boku są niewidoczne. Środkowa i tylna para odnóży ma czteroczłonowe stopy. Golenie odnóży środkowych mają dużo, a przednich i tylnych mało kolców. Tylna para odnóży ma pierwszy człon stopy tak długi jak dwa następne razem wzięte.
Przedstawiciele rodzaju występują we wszystkich krainach zoogeograficznych. W Polsce stwierdzono tylko A. terminalis (zobacz też: kusakowate Polski)
Należy tu około 45 opisanych gatunków:

- Atanygnathus acuminatus (Casey, 1915)
- Atanygnathus africanus Bernhauer, 1929
- Atanygnathus andamanensis Herman, 2001
- Atanygnathus antennalis (Sharp, 1884)
- Atanygnathus aquaticus Last, 1975
- Atanygnathus australasiae (Fauvel, 1878)
- Atanygnathus bicolor (Casey, 1915)
- Atanygnathus bindu Smetana, 1988
- Atanygnathus bredoi Cameron, 1950
- Atanygnathus brevicollis (Fauvel, 1895)
- Atanygnathus brevipennis Cameron, 1959
- Atanygnathus californicus Smetana, 1971
- Atanygnathus chiso Smetana, 1988
- Atanygnathus collaris (Erichson, 1839)
- Atanygnathus crassicornis (Fauvel, 1905)
- Atanygnathus crassulus (Sharp, 1884)
- Atanygnathus flavicollis (Sharp, 1876)
- Atanygnathus giganteus Levasseur, 1971
- Atanygnathus gomyi Lecoq, 1990
- Atanygnathus heterocerus Cameron, 1922
- Atanygnathus juang Smetana, 1995
- Atanygnathus laticollis (Erichson, 1839)
- Atanygnathus leai Scheerpeltz, 1933
- Atanygnathus lohsei Uhlig, 1995
- Atanygnathus lomaensis Levasseur, 1971
- Atanygnathus longicornis (Sharp, 1876)
- Atanygnathus muticus (Sharp, 1884)
- Atanygnathus nasutus (Sharp, 1876)
- Atanygnathus noxius Last, 1975
- Atanygnathus ornatus Cameron, 1949
- Atanygnathus paani Smetana, 1988
- Atanygnathus pallidus Last, 1980
- Atanygnathus pauliani Jarrige, 1970
- Atanygnathus piceus (Motschulsky, 1858)
- Atanygnathus pictus (Motschulsky, 1858)
- Atanygnathus purba Smetana, 1988
- Atanygnathus robustus Cameron, 1950
- Atanygnathus rufipennis Tottenham, 1961
- Atanygnathus sasuraa Smetana, 1988
- Atanygnathus terminalis (Erichson, 1839)
- Atanygnathus toxopei Cameron, 1952
- Atanygnathus varicornis (Wollaston, 1867)
- Atanygnathus variegatus Lecoq, 1990
- Atanygnathus vilis (Sharp, 1884)
- Atanygnathus wauensis Last, 1987